# Bandidaje en Chile

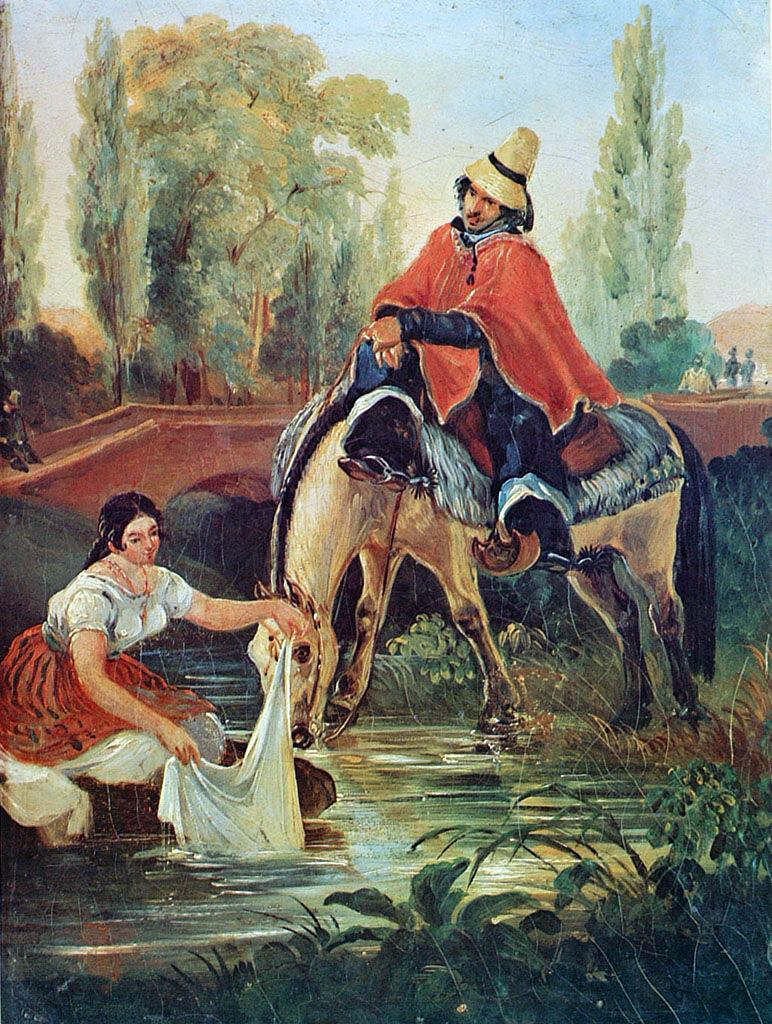
El Huaso y la lavandera, obra de Mauricio Rugendas (1835)

El bandidaje o bandolerismo fue un fenómeno considerable en el siglo XIX y principios del XX en Chile Central y la Araucanía. Muchos bandidos alcanzaron un estatus legendario por su brutalidad y otros por ser considerados héroes populares. Los bandidos solían atacar las haciendas y sus inquilinos.
La Guerra de la Independencia de Chile (1810-1826) marcó una era de bandidaje a medida que la guerra se transformó en una guerra irregular conocida como Guerra a Muerte (1819-1821), que fue particularmente destructiva para el área del Biobío y terminó solo para ver un período de bandidaje desatado que ocurrió hasta finales de la década de 1820. El auge del bandolerismo hizo que los viajes fueran peligrosos, de hecho 1812 se considera la fecha a partir de la cual los viajes entre Concepción y Santiago ya no eran seguros para grupos pequeños. Los hermanos Pincheira, un grupo de forajidos realistas asentados en territorio indígena al este de los Andes fueron derrotados y disueltos en 1832.

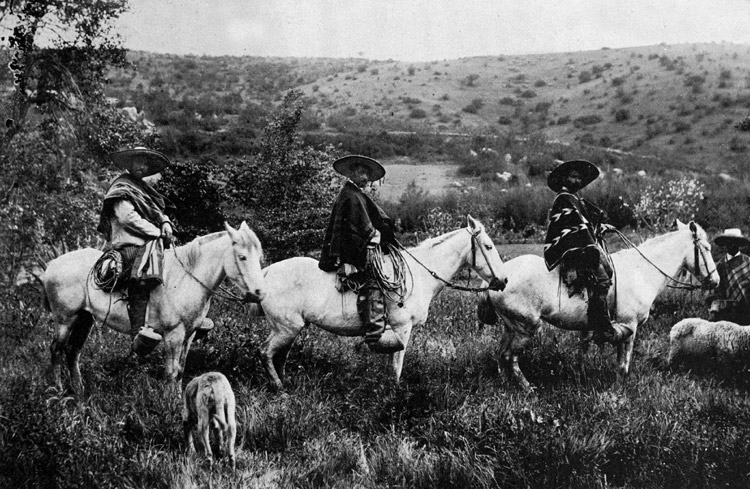
Huasos chilenos en la Araucanía.

En palabras de Benjamín Vicuña Mackenna el bandidaje era una "plaga nacional, peor que la lepra o el cólera".Durante el inicio de la Guerra del Pacífico por necesidades de carácter militar, se recluto a varios prisioneros de las cárceles para mandarlos al campo de batalla debido a la escasez de hombres y a la poca población con que contaba el país. Al término de la Guerra, se les informó a los reclutas que nuevamente deberían regresar a las cárceles para cumplir el resto de sus condenas, debido a esto optaron por armarse, organizarse militarmente y vivir al margen de la ley. Todo esto coincidió con el aplastamiento del levantamiento mapuche por parte del Ejército de Chile en la Ocupación de la Araucanía (1861-1883). Esto generó oportunidades para que los  veteranos de guerra convertidos en bandidos emigraran al recién abierto territorio de la Araucanía, lo que provocó un aumento repentino de la violencia y en una región que se estaba recuperando de la guerra chileno-mapuche. Los bandidos que emigraron a la Araucanía se aliaron con los mapuches desplazados e hicieron del robo de ganado su principal negocio. El ganado robado se vendía en los mercados de la región.
Así, la Araucanía continuó siendo una zona insegura durante muchos años. Los asaltos y los robos eran comunes en la región. Por eso hasta la década de 1920 las carabinas, revólveres y otras armas de fuego eran habituales en los hogares de la Araucanía. El bandolerismo en la Araucanía y el centro de Chile comenzó a ser reprimido a fines del siglo XIX con la creación del Cuerpo de Gendarmes de las Colonias de la policía rural, antecesor de la principal fuerza policial de Chile, los Carabineros. Hernán Trizano dirigió esta fuerza policial hasta 1905.

## Bandidos notables

### Era colonial
- Pascual Liberona

### Era de la Independencia
- José Miguel Neira, líder de Los Neirinos, patriotas[5]
- Hermanos Pincheira, realistas
- Vicente Benavides

### 1835-1900
- Juan de Dios López[1]
- Hermanos Mendoza
- Ciriaco Contreras
- Pancho Falcato

### 1900-2000
- El Huaso Raimundo
- El Ñato Eloy
- Banda de los Peñán/Cuatreros de Cholchol[8]